# هنري هيرست
هنري هيرست هو سياسي نيوزيلندي، ولد في 1838، وتوفي في 1911. انتخب عضو مجلس النواب النيوزيلندي ‏.